# Deventer
Deventer je město v nizozemské provincii Overijssel na řece IJssel. Má necelých sto tisíc obyvatel.

## Administrativní členění
Město se skládá z následujících částí: Deventer, Bathmen, Colmschate, Diepenveen, Lettele, Okkenbroek, Schalkhaar, Apenhuizen, De Bannink, Dortherhoek, Averlo en Frieswijk, Linde, Loo, Molenbelt, Oude Molen, Oxe, Pieriksmars, Rande, Snipperling, Tjoene, Zuidloo

## Historie
Deventer údajně založil v 8. století misionář Lebuinus. V roce 956 obdržel městská práva, poté vznikly hradby. Město se díky obchodu se sušenými treskami stalo důležitým ekonomickým a kulturním centrem a členem Hanzy. Ve čtrnáctém století zde založil Geert Groote náboženské reformní hnutí Bratří společného života. Ve městě působili také Tomáš Kempenský a Erasmus Rotterdamský. Od osmnáctého století byla využívána ložiska železné rudy okolo Deventeru a vznikl těžký průmysl, například výroba bicyklů značky Burgers nebo plechovek. Za druhé světové války probíhaly v okolí města těžké boje, zachycené ve filmu Příliš vzdálený most. Ve 21. století je největším zaměstnavatelem firma Nefit, vyrábějící vytápěcí systémy.

## Památky
Deventer má dobře zachované středověké jádro města. Nachází se zde budova městské váhy (Waag), nejstarší obytný dům v Nizozemsku (Proosdij, postavený 1130) a dva gotické kostely, protestantský Lebuinuskerk a kostel svatého Mikuláše, který byl v roce 1967 odsvěcen a je majetkem města.

## Kultura
Ve městě se koná každý srpen velký knižní veletrh. Turistickou atrakcí je dickenskovský festival, na kterém v kulisách historického centra předvádějí kostýmovaní aktéři scény z knih Charlese Dickense. V klasicistní budově Burgerweeshuis se nachází koncertní sál.

## Gastronomie
Místní specialitou je medový perník Bussink Deventer koek, vyráběný od 16. století.

## Sport
V Deventeru sídlí fotbalový klub Go Ahead Eagles založený roku 1902, účastník Eredivisie a čtyřnásobný mistr země.

## Osobnosti
- Jan Pietrszoon Sweelinck — hudební skladatel
- Gerard ter Borch — malíř
- Willem ten Rhijne — přírodovědec a lékař, propagátor akupunktury
- Etty Hillesum — spisovatelka, oběť holocaustu
- Bert van Marwijk — fotbalista

## Partnerská města
- Sibiň
- Tartu